# Harju JK Laagri
Harju JK Laagri (est. Harju Jalgpallikool Laagri) – estoński klub piłkarski, mający siedzibę w mieście Laagri, na północy kraju, grający w rozgrywkach Meistriliiga.

## Historia
Chronologia nazw:
- 2009: Harju Jalgpallikool (est. Futbola skola Jelgava)
- 2016: Harju JK Laagri (est. Futbola skola Jelgava)

Klub piłkarski Harju Jalgpallikool został założony w Laagri 27 sierpnia 2009 roku.
Dopiero w 2015 roku zespół zgłosił się do rozgrywek najniższej IV Liigi (D6), w której zajął piąte miejsce w grupie wschodniej, ale mimo to został promowany do III Liigi. Potem zmienił nazwę na Harju JK Laagri i przez kolejne trzy lata występował na piątym poziomie. W 2019 roku wygrał grupę północną i uzyskał awans do II Liigi (D3). W ciągu zaledwie czterech lat klub awansował do wyższej ligi - w 2020 zajął drugie miejsce w grupie południowo-zachodniej II Liigi (za trzecią drużyną klubu Paide III, który zrezygnował z awansu), w 2021 roku ponownie był drugim w Esiliiga B, tracąc jeden punkt do zwycięzcy Viimsi JK, a następnie w 2022 roku zwyciężył w rozgrywkach Esiliiga i tym samym wywalczył historyczny awans do Meistriliigi.

## Barwy klubowe, strój, herb, hymn
|  |  |

Klub ma barwy czerwono-białe. Zawodnicy domowe spotkania zazwyczaj grają w czerwonych koszulkach, czerwonych spodenkach oraz czerwonych getrach.

## Sukcesy

### Trofea międzynarodowe
Nie uczestniczył w rozgrywkach europejskich (stan na 31-05-2023).

### Trofea krajowe
| \| \| Zdobyte trofea w rozgrywkach Estonii (stan na: 31-12-2023) \| |                                                            |      |          |
| Rozgrywki                                                           | Osiągnięcie                                                | Razy | Sezon(y) |
| Mistrzostwo                                                         | I miejsce                                                  | 0    |          |
| Mistrzostwo                                                         | II miejsce                                                 | 0    |          |
| Mistrzostwo                                                         | III miejsce                                                | 0    |          |
| Mistrzostwo                                                         | 10.miejsce                                                 | 1    | 2023     |
| Puchar                                                              | zdobywca                                                   | 0    |          |
| Puchar                                                              | finalista                                                  | 0    |          |
| Puchar                                                              | 1/8 finału                                                 | 1    | 2022/23  |
| II liga                                                             | I miejsce                                                  | 1    | 2022     |
| II liga                                                             | II miejsce                                                 | 0    |          |
| II liga                                                             | III miejsce                                                | 0    |          |
| Estonia                                                             | Zdobyte trofea w rozgrywkach Estonii (stan na: 31-12-2023) |      |          |

- Esiliiga B (D3):
  - wicemistrz (1x): 2021

## Poszczególne sezony

### Rozgrywki międzynarodowe

#### Europejskie puchary
Nie uczestniczył w rozgrywkach europejskich.

### Rozgrywki krajowe
| \| Estonia \| Bilans występów klubu w rozgrywkach piłkarskich Estonii (Stan na 31 maja 2023 r.) \| \| |                                                                                   |        |       |   |   |   |    |    |     |               |        |        |      |
| Poziom                                                                                                | Rozgrywki                                                                         | Sezony | Mecze | Z | R | P | B+ | B– | Pkt | Lata          | Awanse | Spadki | Naj. |
| I | Meistriliiga                                                                      | 1      |       |   |   |   |    |    |     | 2023          | 0      | 1      | 10   |
| II | Esiliiga                                                                          | 1      |       |   |   |   |    |    |     | 2022, od 2024 | 1      | 0      | 1    |
| III                                                                                                   | Esiliiga B                                                                        | 1      |       |   |   |   |    |    |     | 2021          | 1      | 0      | 2    |
| | Puchar Estonii                                                                    | 2      |       |   |   |   |    |    |     | od 2015/16    | 0      | 0      | 1/8  |
| Estonia                                                                                               | Bilans występów klubu w rozgrywkach piłkarskich Estonii (Stan na 31 maja 2023 r.) |        |       |   |   |   |    |    |     |               |        |        |      |

## Piłkarze, trenerzy, prezydenci i właściciele klubu

### Piłkarze

#### Aktualny skład zespołu
Stan na23 września 2023
| Nr | Poz. | Piłkarz              |
| -- | ---- | -------------------- |
| 2  | PO   | Kevin Dubrovski      |
| 4  | OB   | Andres Järve         |
| 7  | NA   | Roman Sobtšenko      |
| 8  | PO   | Usalifa Jose Indi    |
| 9  | NA   | Karel Eerme          |
| 10 | PO   | Magnar Vainumäe      |
| 11 | OB   | Mark Edur            |
| 14 | NA   | Teo Jukić            |
| 16 | NA   | Kristjan Kriis       |
| 17 | OB   | Andreas Kaevats      |
| 18 | OB   | Danył Maszczenko     |
| 19 | OB   | Aleksandr Iwanjuszin |
| 20 | PO   | Stefan Tšendei       |
| 21 | PO   | Marten Niilop        |
| 23 | NA   | Daniil Rudenko       |

| Nr | Poz. | Piłkarz                             |
| -- | ---- | ----------------------------------- |
| 25 | OB   | Jako Kariste                        |
| 31 | BR   | Tauri Bachmann                      |
| 32 | OB   | Marius Samoura                      |
| 33 | OB   | Robert Kirsimägi                    |
| 40 | PO   | Sten Marten Viira (wyp.z Flora U21) |
| 44 | PO   | Sander Must                         |
| 45 | PO   | Kaarel Usta                         |
| 49 | NA   | Ander-Joosep Kose                   |
| 66 | PO   | Kaspar Rõõmussaar                   |
| 77 | NA   | Taaniel Usta                        |
| 80 | NA   | Dinārs Ekharts                      |
| 88 | PO   | Reinhard Reimaa                     |
| 96 | NA   | Andre Järva                         |
| 97 | BR   | Ivans Baturins                      |

### Trenerzy
...
- 2019–31.12.2023:  Victor da Silva
- od 2024:  ?

## Struktura klubu

### Stadion
Klub piłkarski rozgrywa swoje mecze domowe na stadionie miejskim w Laagri, który może pomieścić 1.000 widzów.

## Kibice i rywalizacja z innymi klubami

### Derby
- Flora Tallinn
- JK Tallinna Kalev
- Nõmme Kalju FC
- Tallinna FCI Levadia